# Ruth Bunzel
Ruth Leah Bunzel (geboren am 18. April 1898 als Ruth Leah Bernheim in New York City; gestorben am 14. Januar 1990) war eine US-amerikanische Anthropologin. Ihre Forschungsschwerpunkte waren die Kunst der Pueblo-Kultur und die indigene Kultur Guatemalas und Mexikos.

## Leben und Werk
Ruth Bunzel war die Tochter von Jonas und Hattie Bernheim. Ihr Vater starb früh. Als jüngstes von vier Kindern wuchs sie mit ihrer Mutter in Manhattan auf. Sie besuchte das Barnard College, wo sie zuerst Deutsch zu studieren begann, dann aber in das Fach Europäische Geschichte wechselte, in dem sie 1918 ihren Bachelor-Abschluss machte.
1922 übernahm sie Esther Goldfranks Stelle als Sekretärin des deutschen Ethnologen Franz Boas, bei dem sie während ihres Studiums Lehrveranstaltungen besucht hatte und der nun an der Columbia University lehrte. Er ermutigte sie, ihre eigenen Forschungen aufzunehmen. Bunzel unternahm Forschungsreisen nach New Mexico und Arizona und beschäftigte sich mit der Töpferei der Zuñi. Ihr wissenschaftliches Interesse galt der Beziehung der Töpferinnen zu ihrem Kunstwerk. Für ihre Arbeit zum kreativen Prozess des Töpferns bei den Zuñi erhielt sie 1929 ihren Ph.D. In den folgenden Jahren lebte sie für längere Zeit bei den Zuñi. Ihre Gastfamilie adoptierte sie und Ruth Bunzel wurde – unter dem Namen Maiatitsa – offiziell als Mitglied eines Zuñi-Stammes initiiert. Sie veröffentlichte weitere Studien zu Sozialstrukturen, Sprache, Lyrik, Religion und Wertesystem der Zuñi. Aus ihrer letzten Reise zu den Zuñi im Jahr 1939 ging ein Beitrag zur Kinderpsychologie hervor. Bunzel erforschte auch die Kultur der Hopi, Acoma, San Ildefonso und San Felipe. Sie arbeitete mit der Anthropologin Ruth Benedict zusammen, und ihre Arbeiten beeinflussten einander.
Ruth Bunzel war die erste US-amerikanische Anthropologin, die in Guatemala arbeitete. 1952 veröffentlichte sie eine Arbeit über die Kulturen des Hochlandes um Chichicastenango. Beeinflusst von der Psychoanalytikerin Karen Horney verfasste sie eine vergleichende Studie zu Alkoholismus in Chamula (Chiapas, Mexiko) und Chichicastenango, die die erste wissenschaftliche Studie zu diesem Thema war. Sie bezog soziale und wirtschaftliche Faktoren in die Studie ein und untersuchte, wie der Alkoholkonsum zur Unterdrückung der indigenen Völker beitrug, indem Grundbesitzer bewusst von ihrer Abhängigkeit profitierten.
1929 erhielt Bunzel ihren ersten Lehrauftrag am Barnard College. In den 1930er Jahren übernahm Bunzel Lehraufträge an der Columbia University und verbrachte einige Zeit in Spanien. Von 1942 bis 1945 arbeitete sie in New York und London für das United States Office of War Information als Übersetzerin für Spanisch. Von 1946 bis 1951 arbeitete Bunzel an dem von Ruth Benedict geleiteten Research in Contemporary Cultures Project mit, bei dem sie die Forschungsgruppe zur chinesischen Kultur leitete. Unter anderem interviewte sie chinesische Einwanderer in die USA und veröffentlichte zusammen mit John Hast Weak eine Studie zum chinesischen Kommunismus aus anthropologischer Sicht. Nach ihrer Rückkehr in die USA wurde sie 1954 feste Lehrbeauftragte (adjunct professor) der Columbia University. In dieser Zeit engagierte sie sich politisch gegen nukleare Aufrüstung.
Ruth Bunzel ging offiziell 1966 in den Ruhestand, lehrte aber bis 1972 weiterhin an der Columbia University. 1990 starb Bunzel im Alter von 91 Jahren an Herzversagen. Ihren umfangreichen Nachlass, der unter anderem ihre Korrespondenz, unveröffentlichte Manuskripte, Zeichnungen und Tonaufnahmen umfasst, verwahrt die Smithsonian Institution.

## Schriften (Auswahl)
- The Pueblo Potter. A Study of Creative Imagination in Primitive Art. 1929.
- Introduction to Zuñi Ceremonialism. Zuñi Origin Myths. Zuñi Ritual Poetry. Zuñi Kateinas. 1932.
- The Role of Alcoholism in Two Central American Cultures. In: Psychiatry 3, 1940, S. 361–387.
- Chichicastenango, a Guatemalan Village. University of Michigan Library, Locust Valley, N.Y. 1952.
- The Golden Age of American Anthropology. G. Braziller, New York 1960 (mit Margaret Mead).
- Zuni Texts (= Publications of the American Ethnological Society. Band 15). AMS Press, New York 1974.